# Anniņmuižas bulvāris

La boulevard Anniņmuižas (en letton : Anniņmuižas bulvāris) est un boulevard à Rīga en Lettonie.

## Présentation
Le boulevard Anniņmuiža est une rue de la rive gauche du Daugava, dans le quartier Imanta du district de Kurzeme.
Tout comme la Kurzemes prospekts, son début et sa fin sont reliées à la Jūrmalas gatve et elle a une forme arquée, faisant le tour du parc forestier d'Anniņmuiža. Du côté extérieur de l'arc, les cinq principaux microdistricts d'Imanta (Imanta-1 - Imanta-5) sont adjacents au boulevard.
La rue porte le nom du manoir d'Anniņmuiža, situé à proximité a l'adresse Jūrmalas gatve 74-76.
Sa longueur totale est de 2 208 mètres et elle se compose principalement de 4 voies de circulation.
Les lignes de bus 36, 41 et 56 passent le long du boulevard et dans le tronçon entre la rue Bebru iela et la rue Dammes iela est parcouru par une ligne de tramway à double voie.

## Histoire
Une liaison routière entre le boulevard Anninmuizas et la rue de Zolitūde, via un viaduc ou un tunnel, a été étudiée.
Cette liaison devrait être construite dans le cadre de la ligne ferroviaire Rail Baltica.
Récemment, l’option du tunnel a été considérée comme une prioritaire, mais sa construction ne serait possible que d’ici 2030,,.

## Bâtiments
- Anniņmuižas bulvāris n°28, 30 et 32 sont un complexe résidentiel de 13 à 17 étages de la période soviétique (projet en 1984 des architectes Zane Kalinka et Vita Rauchwagere ; réalisé en 1989-1996). Le bâtiment voisin a été construit dans le même style (rue Kleistu, 2 ; architecte Zane Kalinka, 1989-1991)[6],[7],[8].

- Anniņmuižas bulvāris n°29 - centre culturel et récréatif "Imanta" (1995)[9].

- Anniņmuižas bulvāris n° 38 est le complexe résidentiel Metropolia (2005-2009, architecte Zane Kalinka), qui comprend cinq bâtiments de 18 étages et 63 mètres de haut[10].

- Anniņmuižas bulvāris n° 41 et 43 - complexe résidentiel Solaris (2004-2006, architectes Andis Silis et Alexey Biryukov), deux bâtiments de 25 étages d'une hauteur de 78 mètres, un des dix plus hauts immeubles résidentiels de Riga[6],[11].

## Galerie

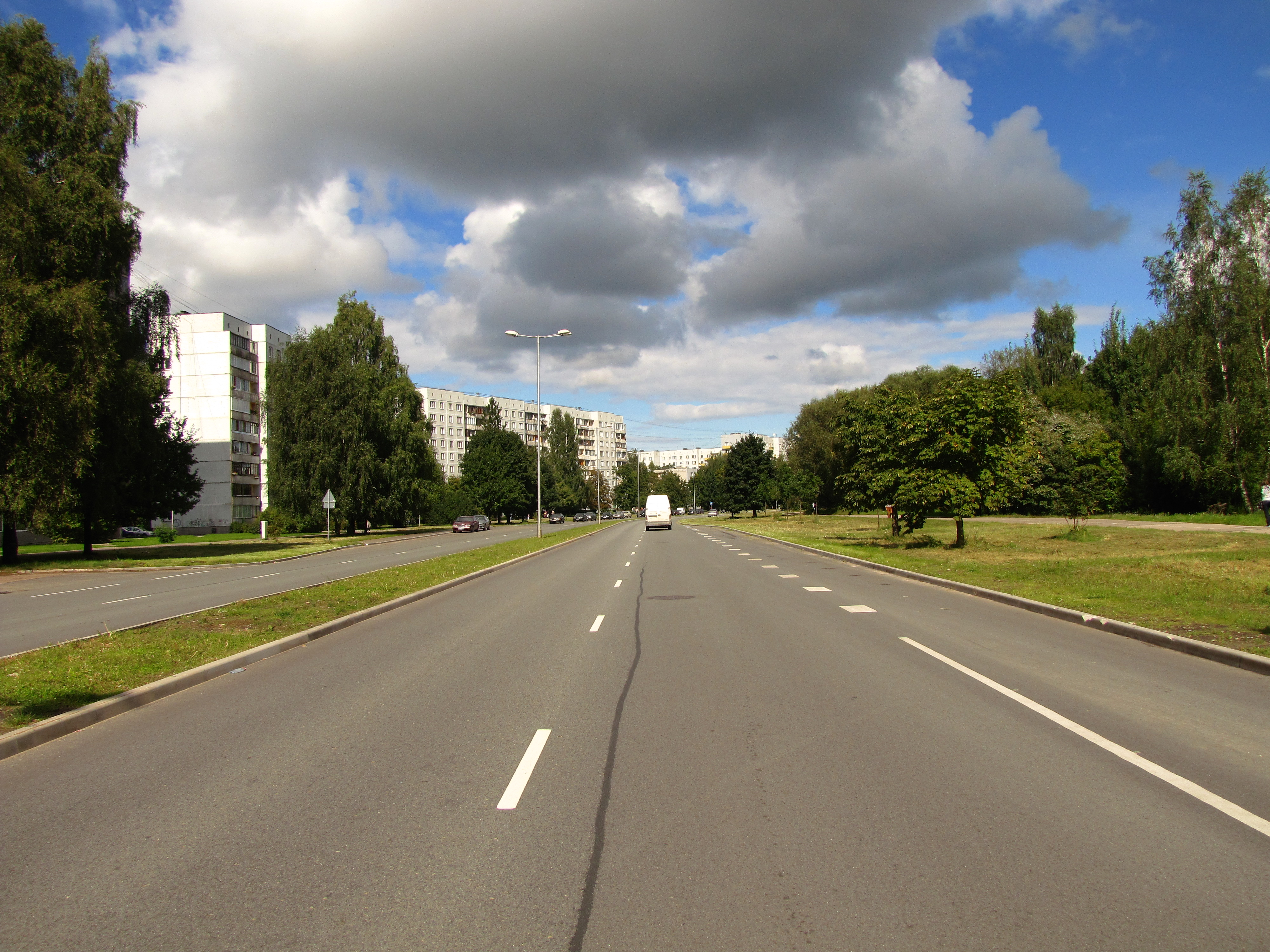
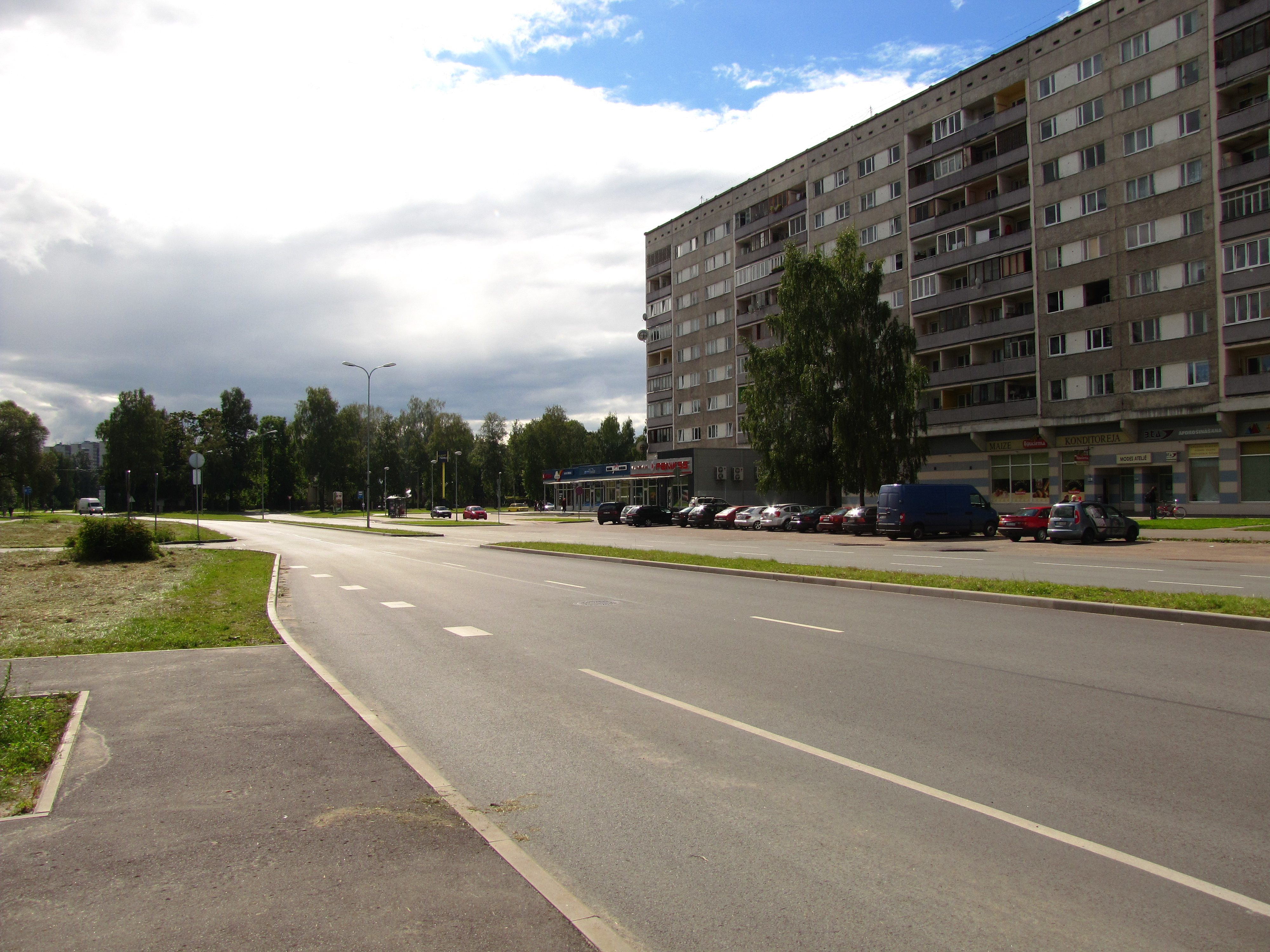
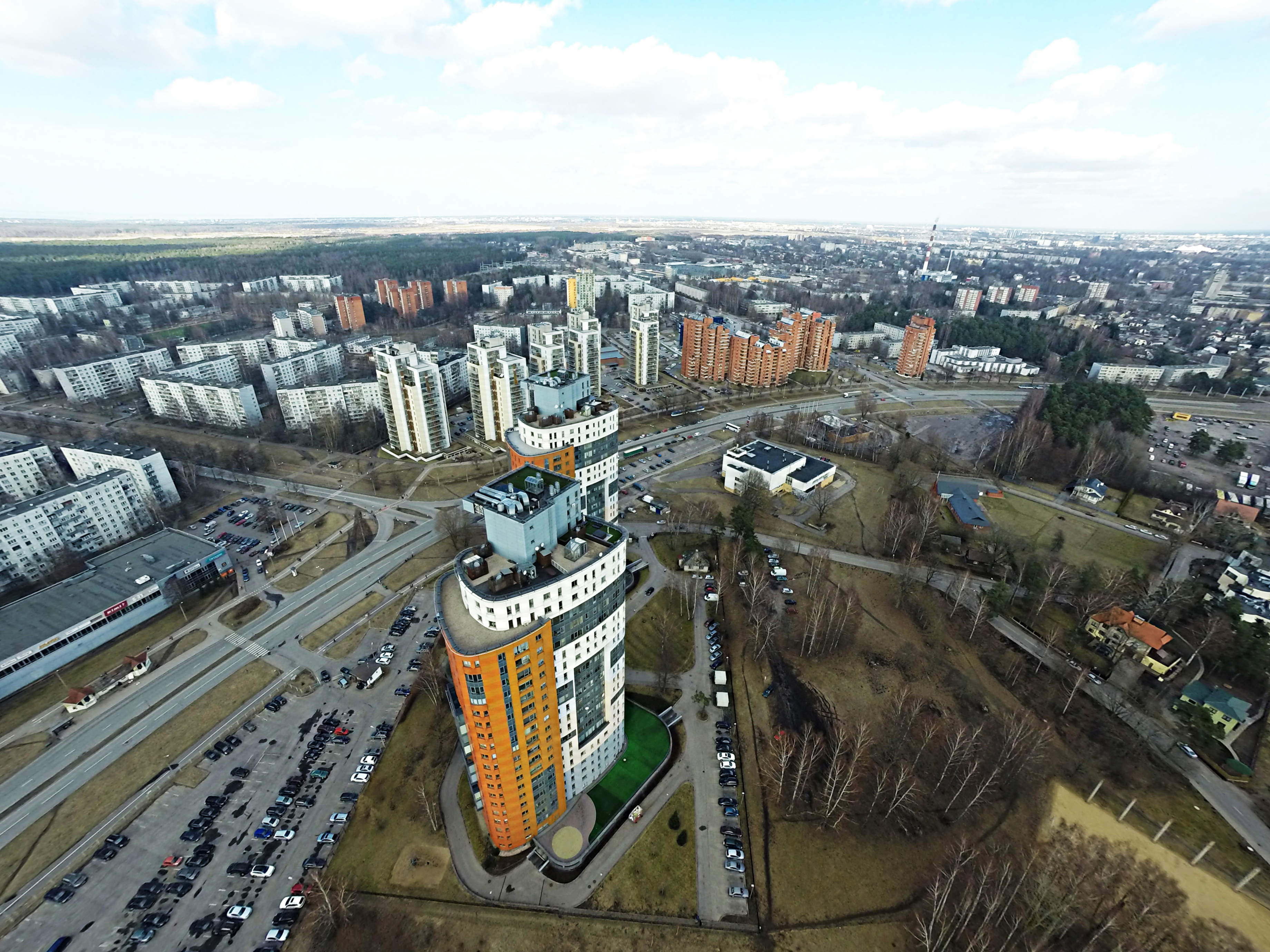

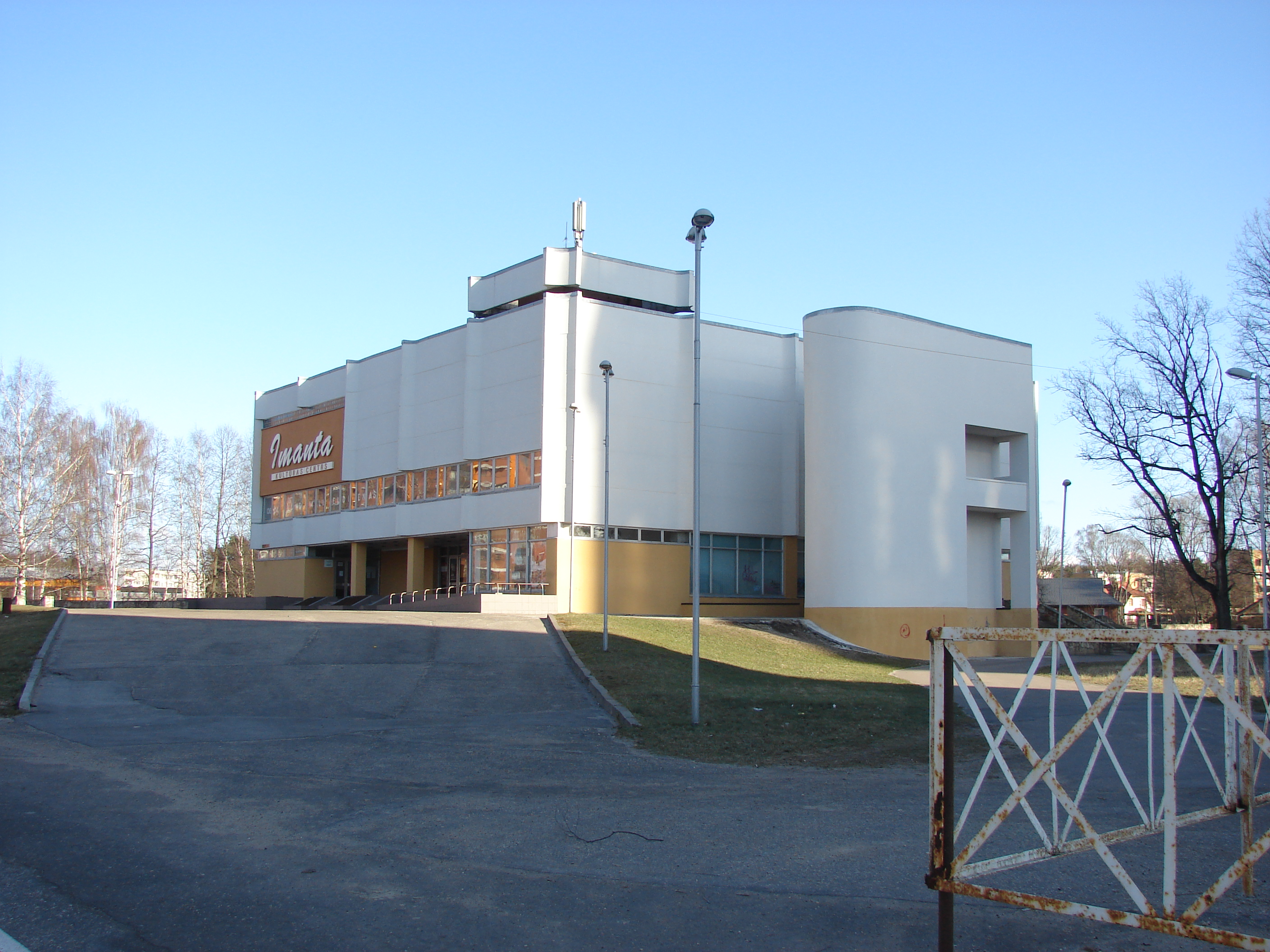
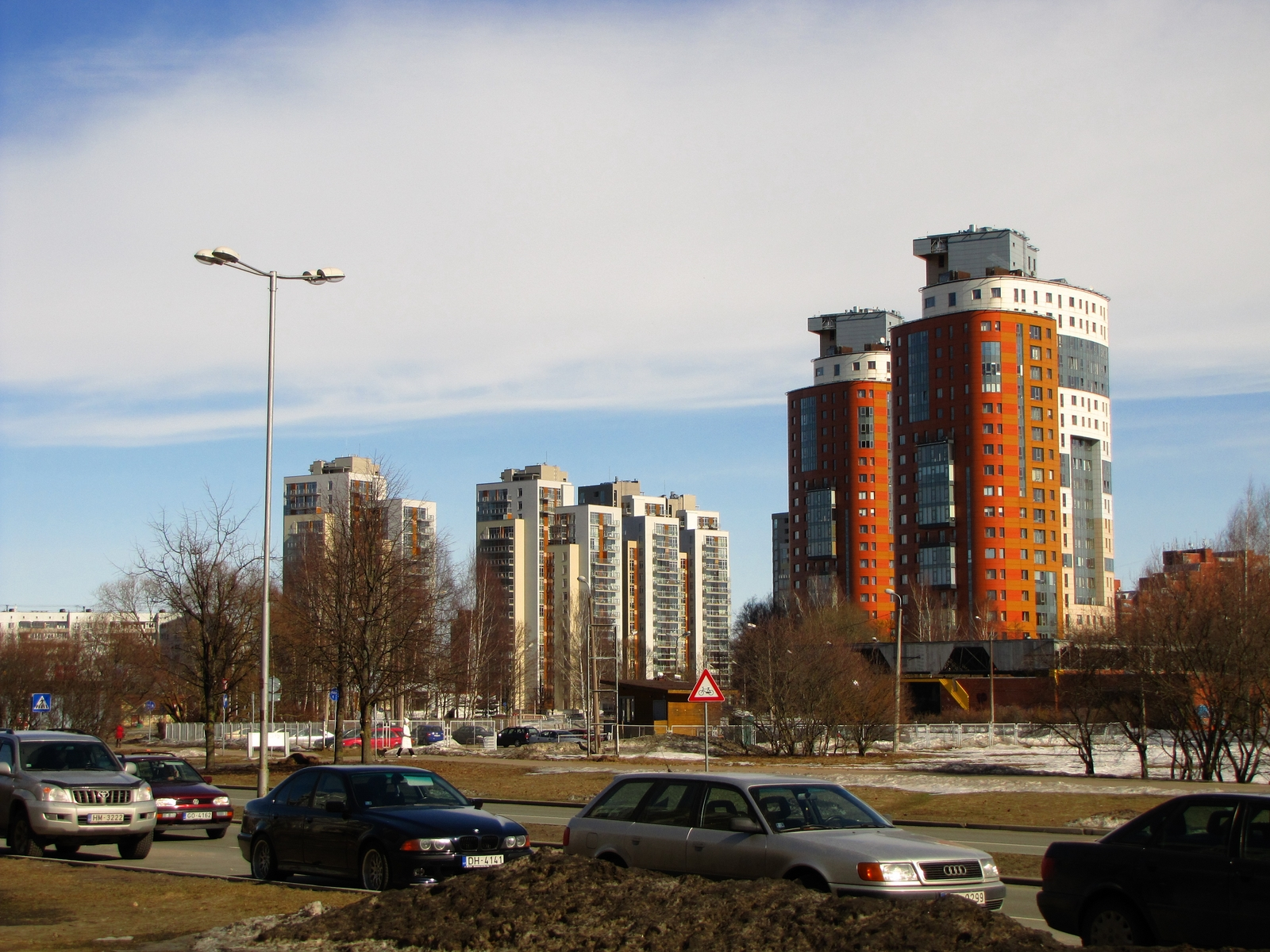
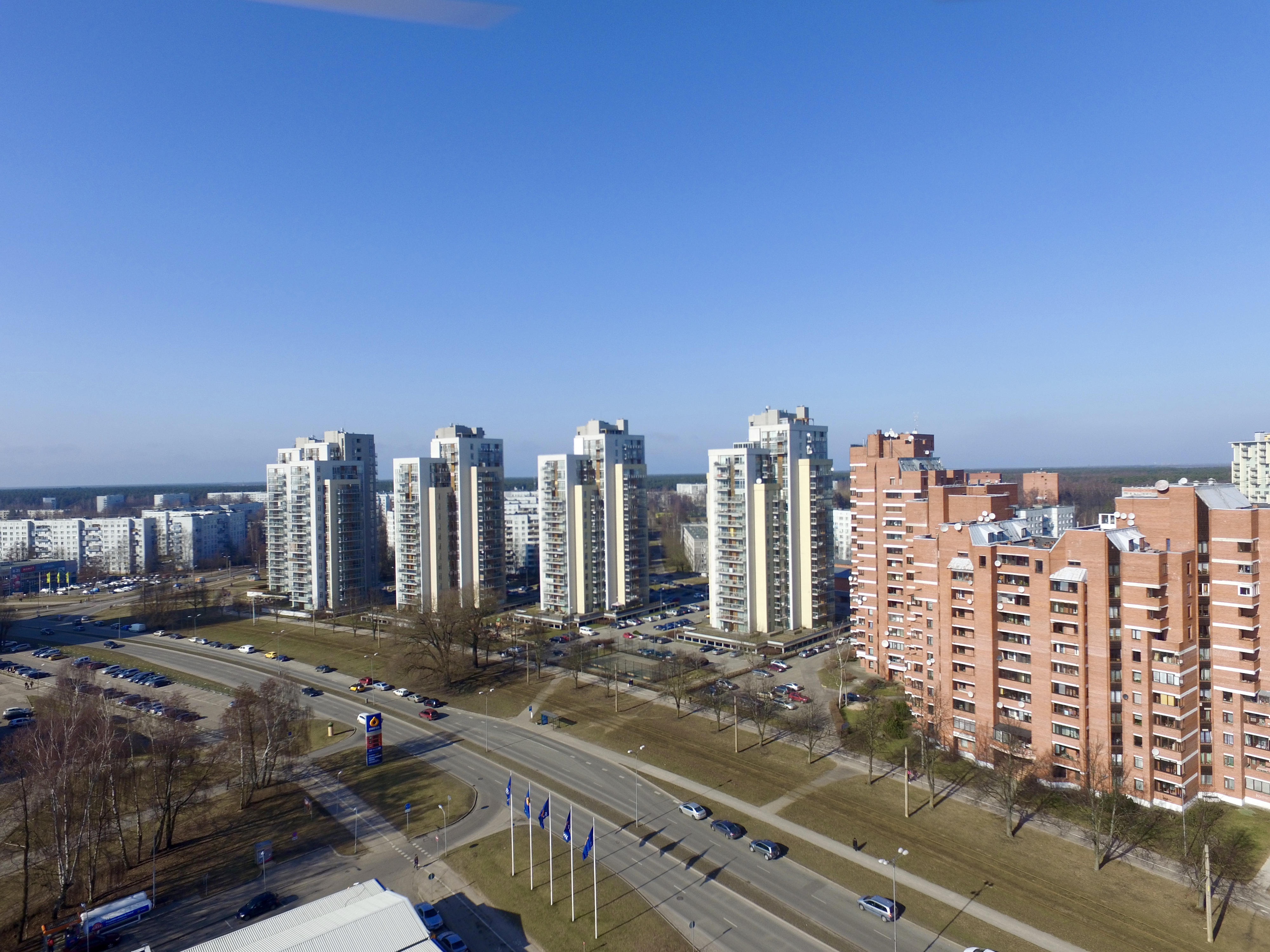

## Transport
- Tramway : 1 5